# کتاب جزآ

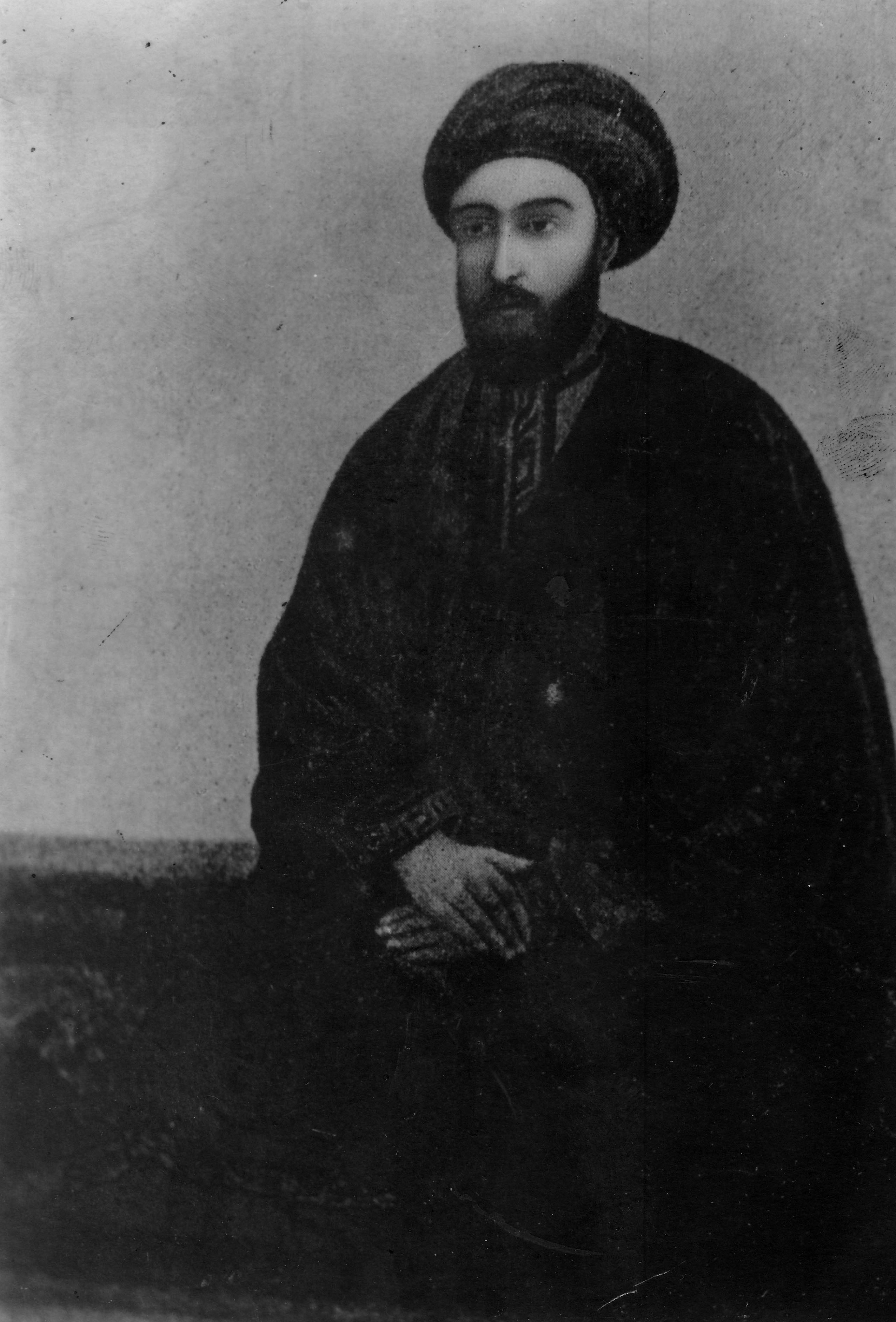
سید علی محمد شیرازی مشهور به باب

صفحه نخست کتاب جزآء. این کتاب یکی از آثار سید علی محمد شیرازی می‌باشد.

کتاب جزآء از جمله کتاب‌های آیین بیانی است که توسط سید علی محمد شیرازی نگاشته شده‌است. این کتاب شامل ۲۷۴ صفحه بوده و از آثار مهم بابیان می‌باشد.